# Driedaagse Brugge–De Panne 2020
44. ročník jednodenního cyklistického závodu Driedaagse Brugge–De Panne se konal 21. října 2020 v Belgii. Závod dlouhý 189,6 km vyhrál Belgičan Yves Lampaert z týmu Deceuninck–Quick-Step. Na druhém a třetím místě se umístili Belgičané Tim Declercq (Deceuninck–Quick-Step) a Tim Merlier (Alpecin–Fenix).

## Týmy
Závodu se zúčastnilo celkem 25 týmů, z toho 17 UCI WorldTeamů a 8 UCI ProTeamů. Většina týmů nastoupila na start se sedmi jezdci, pouze týmy Astana, Bahrain–McLaren, Bora–Hansgrohe, CCC Team, Israel Start-Up Nation, Movistar Team, NTT Pro Cycling, Trek–Segafredo, AG2R La Mondiale a Arkéa–Samsic nastoupili na start s šesti jezdci. Týmy UAE Team Emirates, Circus–Wanty Gobert a Groupama–FDJ přijeli s pěti jezdci. Michael Schär (CCC Team) se měl zúčastnit závodu, ale neodstartoval. Na start se postavilo celkem 159 jezdců, do cíle v De Panne dojelo pouze 50 z nich.

### UCI WorldTeamy
- AG2R La Mondiale
- Astana
- Bahrain–McLaren
- Bora–Hansgrohe
- CCC Team
- Cofidis
- Deceuninck–Quick-Step
- EF Pro Cycling
- Groupama–FDJ
- Ineos Grenadiers
- Israel Start-Up Nation
- Lotto–Soudal
- Movistar Team
- NTT Pro Cycling
- Team Jumbo–Visma
- Trek–Segafredo
- UAE Team Emirates

### UCI ProTeamy
- Alpecin–Fenix
- Arkéa–Samsic
- B&B Hotels–Vital Concept
- Bingoal–Wallonie Bruxelles
- Circus–Wanty Gobert
- Riwal Securitas
- Sport Vlaanderen–Baloise
- Total Direct Énergie

## Výsledky
| Pořadí | Jezdec                   | Tým                   | Čas        |
| ------ | ------------------------ | --------------------- | ---------- |
| 1      | Yves Lampaert (BEL)      | Deceuninck–Quick-Step | 5h 19' 20" |
| 2      | Tim Declercq (BEL)       | Deceuninck–Quick-Step | + 22"      |
| 3      | Tim Merlier (BEL)        | Alpecin–Fenix         | + 23"      |
| 4      | John Degenkolb (GER)     | Lotto–Soudal          | + 23"      |
| 5      | Jempy Drucker (LUX)      | Bora–Hansgrohe        | + 23"      |
| 6      | Matteo Trentin (ITA)     | CCC Team              | + 23"      |
| 7      | Bert Van Lerberghe (BEL) | Deceuninck–Quick-Step | + 23"      |
| 8      | Stefan Küng (SUI)        | Groupama–FDJ          | + 23"      |
| 9      | Kasper Asgreen (DEN)     | Deceuninck–Quick-Step | + 23"      |
| 10     | Jonas Rickaert (BEL)     | Alpecin–Fenix         | + 28"      |